# Elizabeth Wolstenholme
Elizabeth Clarke Wolstenholme Elmy, nota anche con gli pseudonimi di E e Ignota, (Cheetham Hill, 30 novembre 1833 – Chorlton-on-Medlock, 12 marzo 1918) è stata un'attivista, saggista e poetessa britannica.

## Primi anni
Elizabeth Wolstenholme nacque a Cheetham Hill, Manchester e fu battezzata il 15 dicembre 1833 a Eccles, nel Lancashire, dove suo padre era un ministro metodista. Era la figlia del reverendo Joseph Wolstenholme che morì intorno al 1843. Gran parte dei suoi anni formativi furono trascorsi a Roe Green con la sua famiglia materna. Sua madre Elizabeth era morta quando era molto giovane ed era stata allevata dalla matrigna Mary (nata Lord). Frequentò la Fulneck Moravian School per due anni ma non le fu permesso di studiare ulteriormente. Suo fratello Joseph Wolstenholme (1829–1891) divenne professore di matematica all'Università di Cambridge. Aprì un collegio femminile privato a Boothstown vicino a Worsley e vi rimase fino al maggio 1867, quando trasferì la sua sede a Congleton, nel Cheshire. 

## Attivismo
Sgomenta per la carente istruzione elementare per le ragazze, si unì al College of Preceptors nel 1862 e attraverso questa organizzazione incontrò Emily Davies, con la quale organizzò una campagna affinché alle ragazze fosse dato lo stesso accesso all'istruzione superiore dei ragazzi. Wolstenholme fondò la Manchester Schoolmistresses Association nel 1865 e nel 1866 testimoniò davanti alla Commissione Taunton in materia di istruzione, una delle prime donne a testimoniare in un comitato parlamentare ristretto. Nel 1867 rappresentò Manchester nel Consiglio per la promozione dell'istruzione superiore delle donne del nord dell'Inghilterra appena formato. Emily Davies e Wolstenholme litigarono su come le donne sarebbero dovute essere esaminate a un livello superiore e Wolstenholme, che aveva formato la sezione di Manchester della "Society for the Promotion of the Employment in Women" nel 1865, desiderava un curriculum mirato nello sviluppo di competenze per l'occupazione mentre Davies desiderava che alle donne venisse insegnato lo stesso programma degli uomini. 
Wolstenholme fondò il Manchester Committee for the Enfranchisement of Women (MCEW) nel 1866 e divenne una vigorosa attivista per il suffragio femminile per più di 50 anni. Abbandonò la scuola nel 1871 e divenne la prima dipendente retribuita del movimento delle donne quando fu pagata per esercitare pressioni sul parlamento riguardo alle leggi dannose per le donne. Soprannominata "il flagello dei comuni" o "cane da guardia del governo", Wolstenholme prese sul serio il suo ruolo. Quando i gruppi suffragisti femminili locali vacillarono in seguito alla delusione dei falliti Suffrage Bills, Wolstenholme fu determinante nel mantenere lo slancio del comitato di Manchester con un raggruppamento nel 1867 sotto il nome di Manchester Society for Women's Suffrage. 
Nel 1877 la campagna per il suffragio femminile fu centralizzata come Società nazionale per il suffragio femminile. Wolstenholme fu un membro fondatore (con Harriet McIlquham e Alice Cliff Scatcherd) della Women's Franchise League nel 1889. Nel 1891 lasciò l'organizzazione e fondò la Women's Emancipation Union.

## Women's Emancipation Union (WEU) 1891–1899
Finanziata dalla benefattrice Humphrey Carpenter e dagli abbonamenti, fu un gruppo di campagna che aprì la strada a collaborazioni tra le classi incoraggiando la resistenza delle donne all'autorità fintanto che il loro diritto di voto rimaneva non riconosciuto. Inoltre sostenne di rendere il suffragio femminile una "domanda di prova" nella selezione dei potenziali candidati parlamentari.
La WEU aveva quattro principi chiave: 
- Uguaglianza di diritti e doveri con gli uomini in tutte le questioni che riguardano il servizio della comunità e dello Stato;
- Pari opportunità di autosviluppo attraverso l'educazione delle scuole e della vita;
- Uguaglianza nell'industria per pari libertà di scelta professionale;
- Uguaglianza nel matrimonio e nei diritti genitoriali.

Il comitato della WEU teneva una conferenza annuale e c'erano 10 organizzatori locali nelle città da Glasgow a Bristol, oltre 7.000 abbonamenti internazionali e oltre 150 incontri pubblici tra il 1892 e il 1896. Nel 1893 fu istituita una sottocommissione parlamentare di breve durata. I membri esecutivi includevano Mona Caird, Harriot Stanton Blatch, Charles W. Bream Pearce, marito di Isabella Bream Pearce e la tesoriera era Caroline Holyoake Smith. I membri includevano Lady Florence Dixie, Charlotte Carmichael Stopes George Jacob Holyoake e Isabella Ford, i quali operarono in manifestazioni all'aperto nell'East End di Londra nel 1895. Presto la WEU iniziò a essere riconosciuta come un precursore del WSPU.
In seguito alla morte della loro benefattrice e al dimezzamento della loro sottoscrizione nella crisi seguita alla perdita del disegno di legge sul suffragio femminile del 1897, la WEU si sciolse. L'incontro finale si tenne nel 1899, dove gli oratori includevano Harriot Stanton Blatch e Charlotte Perkins Gilman.

## WSPU
Wolstenholme, un'amica e collega di Emmeline Pankhurst, fu invitata nel comitato esecutivo della WSPU dal quale si dimise nel 1913 quando le sue attività violente minacciarono la vita umana. Divenne vicepresidente della Tax Resistant League nello stesso anno e diede il suo sostegno al Lancashire and Cheshire Textile e al Comitato di rappresentanza dei lavoratori formato a Manchester nel 1903 guidato da Esther Roper.
Wolstenholme fu una sostenitrice di un unico problema e voleva la parità tra i sessi. Divenne segretaria del Comitato per la proprietà delle donne sposate dal 1867 al 1882, quando l'organizzazione fu sciolta dopo la sua campagna di successo per introdurre il Married Women's Property Act del 1882. Nel 1869 invitò Josephine Butler a essere presidente della Ladies National Association for the Repeal of the Contagious Diseases Acts che nel 1886 condusse con successo una campagna per l'abrogazione degli Acts. Nel 1883 lavorò per il Comitato per la tutela dei bambini. 

## Vita privata
Wolstenholme fu compagna di Benjamin John Elmy (1838-1906), proprietario di una fabbrica di seta, secolarista, repubblicano e femminista.
Nel 1867 fondarono una Ladies Education Society aperta agli uomini. Elmy divenne attivo nel movimento delle donne unendosi ai comitati di Wolstenholme, e insieme si unirono al movimento per il libero amore che sconvolse i loro devoti colleghi cristiani. Quando Wolstenholme rimase incinta nel 1874, i suoi colleghi si indignarono e chiesero che la coppia si sposasse contro le loro convinzioni personali. Nonostante Wolstenholme ed Elmy si fossero sposati civilmente nel 1874, questa fu costretta a rinunciare al suo lavoro a Londra. 
Wolstenholme si espresse contro la legge sul libero scambio che stava paralizzando il commercio della seta a Congleton. Nel 1886 Elmy fu eletto Master of the Congleton Lodge of the Fair Trade League.
La coppia rimase sposata fino alla morte di Elmy nel 1906. 
Wolstenholme morì nel 1918 e il suo funerale si tenne al Manchester Crematorium. 

## Opere

### Pubblicazioni
- Report of the Married Women's Property Committee: Presented at the Final Meeting of their Friends and Subscribers (1882)
- The Infants' Act 1886 (1888)
- The Enfranchisement of Women (1892)

### Poesie
- War Against War in South Africa (1889)
- The Song of the Insurgent Women (1906)